# 金沢学院大学
金沢学院大学（かなざわがくいんだいがく、英語: Kanazawa Gakuin University）は、石川県金沢市末町10に本部を置く日本の私立大学。1946年創立、1987年大学設置。大学の略称は金学大（きんがくだい）、金学（きんがく）、金院大（きんいんだい）、金院（きんいん）、学院大（がくいんだい）。

## 概観

### 大学全体
- 金沢学院大学は石川県に本部を置く私立大学である。7学部8学科・大学院3研究科3専攻・1専攻科2専攻を設置する、日本海側の私立大学で最大規模の総合大学である（学生数は約3000名）。教育理念は「創造」であり学生には「創造力」を高め新たな価値を生み出すことのできる人材を育てていくことを掲げている。キャンパスは郊外にあるため通学はJR金沢駅からバスを利用する。 学内には2015年にリニューアルされた図書館・インターネットが利用できる情報施設・体育館やトレーニングルームなどの施設がある。

### 建学の精神・教育理念
- 建学の精神は「愛と理性」、教育理念は「創造」である。

### 教育および研究
- 全学科で教員免許を取得することができる。

### 学風および特色
- 「古典からITまで、芸術からスポーツまで」を標榜する北陸地方の私立総合大学である。
- 1995年から2014年の20年間で、北陸地方の私立大学で最多の公立学校に178人の教員を輩出した[要出典]。
- 海外留学制度があり、イギリスのオックスフォード大学やハワイのインターカルチュラル・ コミュニケーションズ・カレッジ（ICCハワイ）などで語学研修を行っている。
- 新潟県の上越教育大学と包括的連携･協力協定を結んでおり、教員養成の高度化、単位互換、教育プログラムの開発、共同研究、学生･教職員の交流、本学卒業生の上越教育大学大学院受け入れを行うなどしている。
- 学生は石川県、富山県、福井県の出身者が多く次いで新潟県、長野県の出身者が多い事から北信越地方を代表する私立大学という位置付けが強い。

### 略歴
1946年にGHQの教育顧問で東京都三鷹市の明星学園長であった赤井米吉が金沢女子専門学園を創立。1987年に金沢女子大学（文学部のみの単科大学）として開学する。1995年に金沢学院大学に改称するとともに経営情報学部を増設し、男女共学化する。1999年に大学院を設置、2000年に美術文化学部を増設、2011年にスポーツ健康学部を増設。現在は、7学部8学科3研究科体制となっている。

### 年表
- 1946年（昭和21年）
  - 5月7日 - 私立金沢女子専門学園設立。
  - 7月 - 財団法人金沢女子専門学園設立認可。
- 1951年（昭和26年）3月 - 学校法人金沢女子短期大学に設置認可変更。
- 1986年（昭和61年）12月 - 学校法人金沢女子大学および金沢女子大学設置認可。
- 1987年（昭和62年）
  - 4月1日 - 日本海側最初の4年制女子大学として、金沢女子大学が開学（文学部日本文学科、英米文学科）[1]。金沢女子短期大学高等学校（1952年4月開校）を金沢女子大学附属高等学校に改称。
  - 5月 - 学園創立40周年記念式典挙行。
- 1993年（平成5年）4月 - 金沢女子大学附属高等学校を金沢女子大学附属金沢東高等学校に改称し、男女共学化。
- 1994年（平成6年）12月 - 金沢女子大学経営情報学部（経営情報学科、産業情報学科）設置認可。
- 1995年（平成7年）4月 - 法人名を学校法人金沢女子大学から学校法人金沢学院大学に改称。金沢女子大学を金沢学院大学に改称し、男女共学化。経営情報学部（経営情報学科、産業情報学科）開設。金沢女子大学附属金沢東高校を金沢学院大学附属金沢東高校に改称。
- 1998年（平成10年）12月 - 金沢学院大学大学院経営情報学研究科設置認可。
- 1999年（平成11年）
  - 4月 - 大学院経営情報学研究科経営情報学専攻修士課程を開設。
  - 12月 - 美術文化学部（美術工芸学科、情報デザイン学科、文化財学科）設置認可。
- 2000年（平成12年）
  - 4月 - 美術文化学部（美術工芸学科、情報デザイン学科、文化財学科）を開設。文学部の英米文学科を国際文化学科に改称。
  - 5月 - 経営情報学部にネットワークビジネス学科設置認可。
- 2002年（平成14年）
  - 4月 - 基礎教育機構発足。
  - 11月 - 資格支援センターを設置。
- 2004年（平成16年）4月 - 経営情報学部の産業情報学科を学生募集停止。美術文化専攻科美術工芸専攻を開設。
- 2005年（平成17年）
  - 1月 - 大学院経営情報学研究科の課程変更認可（博士後期課程）。
  - 4月 - 法人名を学校法人金沢学院大学から学校法人金沢学院に改称。金沢学院大学附属金沢東高等学校を金沢学院東高等学校に改称。
- 2006年（平成18年）
  - 4月 - 経営情報学部の経営情報学科、ネットワークビジネス学科を学生募集停止。経営情報学部に経営・会計学科、情報ビジネス学科、スポーツビジネス学科を開設。
- 2007年（平成19年）12月 - 大学院人文学研究科人文学専攻修士課程設置認可。
- 2009年（平成21年）4月 - 経営情報学部の経営・会計学科を経営ビジネス学科に改称。
- 2010年（平成22年）
  - 4月 - 美術文化学部の情報デザイン学科をメディアデザイン学科に改称。美術文化専攻科にメディアデザイン専攻を開設。
  - 10月 - スポーツ健康学部スポーツ健康学科設置認可。
- 2011年（平成23年）4月 - 経営情報学部のスポーツビジネス学科を学生募集停止。美術文化学部の文化財学科を学生募集停止。文学部歴史文化学科を開設。美術文化学部美術工芸学科を芸術文化学科に改称。
- 2013年（平成25年）4月 - 法人名を学校法人金沢学院から学校法人金沢学院大学に改称。美術文化学部の芸術文化学科を美術学科に改称。経営情報学部の情報ビジネス学科を経営システム学科に改称。
- 2014年（平成26年）10月 - 大学院スポーツ健康学研究科スポーツ健康学専攻修士課程設置認可。
- 2015年（平成27年）4月 - 文学部の日本文学科、国際文化学科、歴史文化学科を学生募集停止。文学部に文学科を設置。
- 2016年（平成28年）
  - 4月 - 経営情報学部経営ビジネス学科、経営システム学科を学生募集停止。美術文化学部の美術学科、メディアデザイン学科を学生募集停止。スポーツ健康学部を人間健康学部に改称。人間健康学部に健康栄養学科を開設。経営情報学部に経営情報学科を開設。芸術学部芸術学科を開設。
  - 7月 - 学園創立70周年記念式典挙行。
- 2017年（平成29年）8月 - 文学部に教育学科設置認可。
- 2018年（平成30年）4月 - 文学部に教育学科を設置。
- 2021年（令和3年）4月 - 人間健康学部を改組しスポーツ科学部スポーツ科学科、栄養学部栄養学科を開設。
- 2022年（令和4年）4月 - 文学部教育学科が教育学部教育学科に昇格。大学7学部8学科体制へ。

## 基礎データ

### 所在地
- 本部キャンパス （〒920-1392 石川県金沢市末町10）
- 白山麓研修センター （〒920-2335 石川県白山市女原）
- 金沢市街地サテライトキャンパス （〒920-0919 石川県金沢市南町３−１）

### 象徴
- 学園歌「栄光のとき」（作詞：笠森勇、作曲：乙田修三）
- 校歌（作詞：柳澤良一、作曲：池辺晋一郎）
- 学生歌（作詞：喜多昭夫、作曲：天沼裕子、編曲：榊原栄）

## 教育及び研究

### 組織

#### 学部・学科
- 文学部
  - 文学科
    - 日本文学専攻
    - 英米文学専攻
    - 歴史学・考古学専攻
    - 心理学専攻

  - 文学部は、金沢学院大学で最も歴史のある学部である。また、北信越地域の私立大学で文学部を設置しているのは金沢学院大学だけである。
- 教育学部
  - 教育学科
    - 小学校・中学校教諭専攻
    - 幼稚園教諭・保育士専攻
- 経済学部
  - 経済学科
  - 経営学科
- 経済情報学部（令和5年4月学生募集停止）
  - 経済情報学科
- 芸術学部
  - 芸術学科
    - 絵画専攻
    - 造形専攻
    - デザイン専攻
    - 映像専攻
    - メディア専攻
- スポーツ科学部
  - スポーツ科学科
- 栄養学部
  - 栄養学科
- 情報工学部（令和6年4月開設）
  - 情報工学科

学則によると、上記の他、「全学的教育を行う基礎教育機構を置く」とされている。

#### 大学院研究科
- 経営情報学研究科
  - 経営情報学専攻（博士前期課程・博士後期課程）
- 人文学研究科
  - 人文学専攻（修士課程）
  - 心理学専攻（修士課程）
- スポーツ健康学研究科
  - スポーツ健康学専攻（修士課程）

#### 専攻科
- 美術文化専攻科
  - 美術工芸専攻
    - 絵画分野（日本画コース／洋画コース）
    - 工芸分野（陶芸コース／漆芸コース）

  - メディアデザイン専攻

#### 附属機関
- 基礎教育機構
- 図書館
- 保健室
- なんでも相談室
- 就職支援部
- 教職センター
- デジタルミュージアム
- 白山麓研修センター
- 国際交流センター
- 地域連携センター
- 学修支援センター
- マスコミ研究所

## 学生生活

### 学園祭
金沢学院大学の大学祭の名称は清鐘祭である。毎年10月中旬に開催される。

### クラブ・サークル活動
19の運動部、17の文化部、7つの同好会が活動している。

#### スポーツ
国内トップ水準のアスリート施設から、中川真依、伊藤正樹、八木かなえ、森ひかるなど多種目から数多くのオリンピック選手等を輩出している（金沢学院大学の人物一覧#OB・OGを参照）。
- 硬式野球部 - 北陸大学野球連盟に所属。福井工業大学には離されているが歴代2位となる通算15回の優勝を数える。全日本大学選手権4回出場、明治神宮大会2回出場（2024年秋季リーグ戦終了11月現在）。

## 大学関係者と組織

### 大学関係者組織
- 翠会（同窓会）
- アスリート倶楽部

## 施設

### キャンパス
- 交通アクセス：北陸新幹線・IRいしかわ鉄道線金沢駅西口より北陸鉄道グループバス10系統、もしくは東口より11・18系統「金沢学院大学」行きに乗車し、終点下車すぐ。ただし大学構内まで乗り入れる本数は少ない。なお、大学がある丘の麓に位置する「東部車庫」まではバスが昼間時間帯でも5～10分間隔で頻発しており、それらを利用して金沢学院大学附属高等学校（東部車庫バス停に隣接）と本学を結ぶ学内シャトルバスに乗り継ぐ方法もある。学内シャトルバスは平日概ね10分間隔で運行しており、利便性は高い。

- 学内施設
  - 1号館…教務部、学生部、財務部、研究室
  - 2号館…図書館、講義室、コンピュータ演習室、研究室（教育学部・経済学部）、国際交流センター
  - 3号館…食堂・カフェテリア、KGショップ、講義室、研究室（文学部）
  - 4号館…講堂、講義室、映像演習室、教職センター、就職支援部、入試広報部、研究室
  - 5号館…講義室、保健室、なんでも相談室、食堂
  - 6号館…スタジオ
  - 第１・第２体育館
    - 剣道場、武道場、球技場、公式バスケットボールコート、トレーニングルーム、ロッカールーム

  - 総合グラウンド、屋内練習場、弓道場・相撲場、テニスコート、多目的グラウンド
- ステッセルのピアノ：日露戦争・旅順攻防戦で降伏したロシアのステッセル将軍が乃木将軍に贈ったピアノ。第二次世界大戦後、金沢学院大学の前身である金沢女子専門学園が譲り受けた。
- インターネットに接続できる無線LANが24時間自由に利用可能となっている。

### 白山麓研修センター
- 交通アクセス：北陸新幹線・IRいしかわ鉄道線 金沢駅から車で約60分。

### 清鐘寮
「清鐘寮」と称する学生寮をキャンパス周辺に4棟整備している。第一・第二清鐘寮は運動部員用、第三・第四清鐘寮は女子学生寮で、完全個室である。大学では学生寮を「教育の場」と位置付けており、特に自宅通学以外の1、2年次の女子学生には原則として入寮を求めている。

## 対外関係

### 公開講座
- 地域交流センター公開講座
- 土曜大学院『ふるさと学』（北國新聞文化センターとの共同事業）

### 他大学との協定
- 大学コンソーシアム石川
- 上越教育大学（包括的連携・協力協定）
- 放送大学（単位互換協定）[2]

### 海外協定校
- インターカルチュラル・コミュニケーションズ・カレッジ（ICC Hawaii〈語学学校〉、海外研修）
- オックスフォード大学（海外研修。オックスフォード大学#日本との関係も参照。）

## 系列校
- 金沢学院短期大学
- 金沢学院大学附属高等学校
- 金沢学院大学附属中学校

## その他
- 島清恋愛文学賞 - 金沢学院大学が主催・運営する、恋愛小説を対象とした文学賞。